# Calumma ratnasariae
Espèce
Calumma ratnasariae est une espèce de reptiles de la famille des Chamaeleonidae.

## Systématique
L'espèce Calumma ratnasariae a été décrite en 2020 par David Prötzel (d), Mark David Scherz (d), Fanomezana M. Ratsoavina (d), Miguel Vences et Frank Glaw.

## Répartition

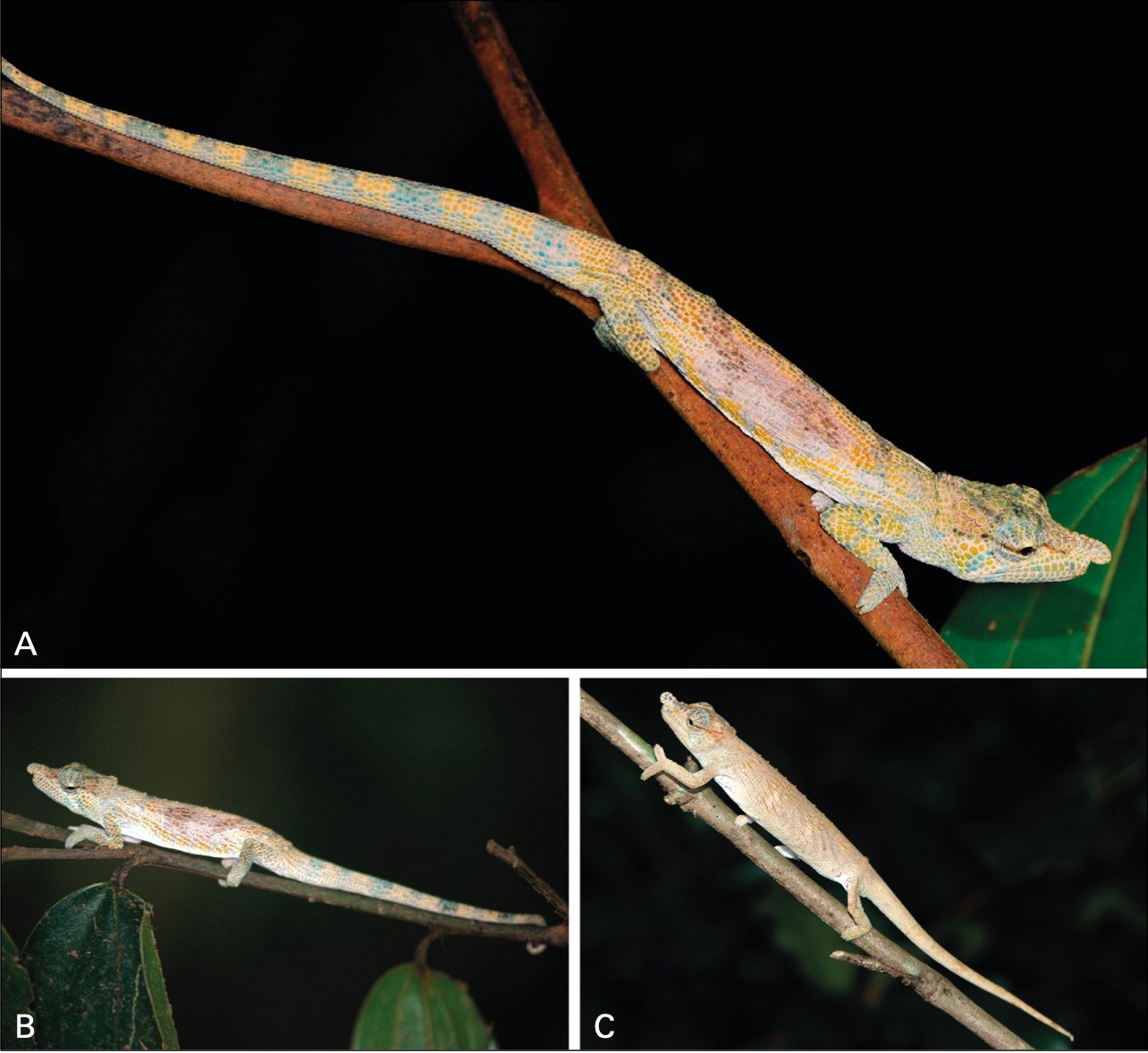
Calumma ratnasariae sp. nov. des montagnes d'Ampotsidy. (A, B) Holotype mâle adulte (ZSM 35/2016), légèrement exposé, et (C) femelle adulte (MSZC 0130, UADBA non cataloguée) au repos.

Cette espèce se rencontre dans le Nord de Madagascar, dans le district de Bealanana.

## Étymologie
Son épithète spécifique, ratnasariae, lui a été donnée en l'honneur d'Yulia Ratnasari en reconnaissance du support qu'elle a fourni pour la recherche et les projets de conservation de la nature à Madagascar par le biais de l'initiative BioPat.

## Publication originale
- (en) David Prötzel, Mark D. Scherz, Fanomezana M. Ratsoavina, Miguel Vences et Frank Glaw, « Untangling the trees: Revision of the Calumma nasutum complex (Squamata: Chamaeleonidae) », Vertebrate Zoology, vol. 70, no 1,‎ 4 février 2020, p. 23-59 (ISSN 1864-5755 et 2625-8498, DOI 10.26049/VZ70-1-2020-3, lire en ligne).